# Aquis excurvata
Aquis excurvata är en fjärilsart som beskrevs av Joannis 1930. Aquis excurvata ingår i släktet Aquis och familjen trågspinnare. Inga underarter finns listade i Catalogue of Life.